# Hufeisenklee-Gelbling

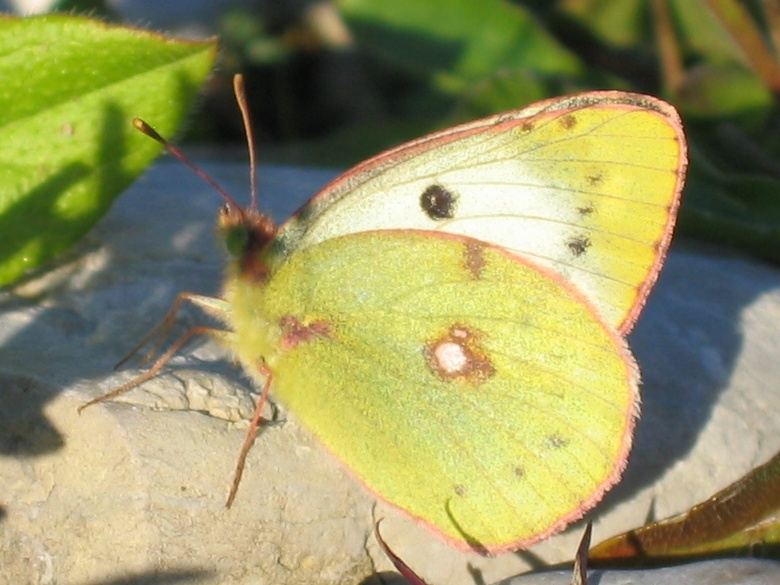
Hufeisenklee-Gelbling (Colias alfacariensis) ♀

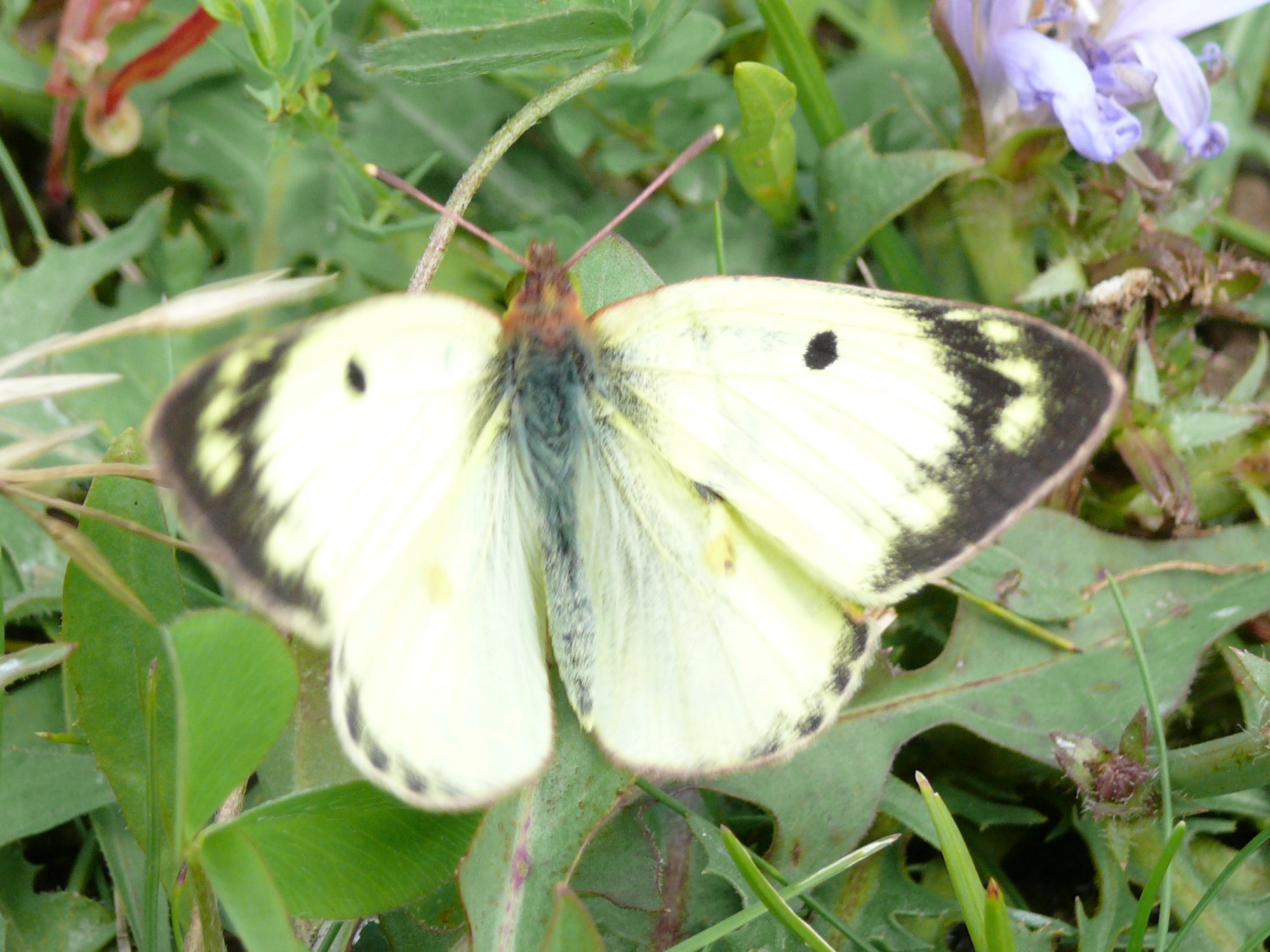
Oberseite des Hufeisenklee-Gelbling ♀

Der Hufeisenklee-Gelbling oder Südliche Heufalter (Colias alfacariensis) ist ein Schmetterling (Wanderfalter) aus der Familie der Weißlinge (Pieridae) in der Unterfamilie der Gelblinge.

## Merkmale

### Merkmale der Imagines
Die Flügel der männlichen Hufeisenklee-Gelblinge haben eine gelbe Grundfarbe, die der Weibchen haben eine grünlich-weiße Grundfarbe, nur die Unterseite der Hinterflügel ist gelblich. Die Flügeloberseite beider Geschlechter hat eine bestäubte dunkelbraune bis schwarze Randbinde, wobei diese auf den Hinterflügeln nur schmal ist. In der Zelle der Vorderflügel befindet sich auf der Ober- und Unterseite ein schwarzer Fleck. Die Männchen haben auf der Oberseite der Hinterflügel in der Zelle einen orangen Fleck mit rotem Rand, auf der Unterseite ist dieser Fleck hell und deutlicher rot umrandet. Dieser Fleck kann durch den roten Rand zweigeteilt sein, so dass er ähnlich wie bei anderen Gelblingen der Gattung Colias einer Acht ähnelt. Bei den Weibchen ist der orange Fleck auf der Oberseite der Hinterflügel nicht umrandet.

### Merkmale der Raupen
Die Raupen des Hufeisenklee-Gelblings unterscheiden sich dagegen nach der zweiten Häutung deutlich von den Raupen der Goldenen Acht. Beide Raupen sind grün, jedoch hat die Raupe des Hufeisenklee-Gelblings vier auffällige gelbe Linien mit schwarzen Punkten während die Raupe der Golden Acht nur zwei dünne Seitenlinien besitzt.
Die Raupen überwintern und verpuppen sich im darauf folgenden Frühjahr als grüngelbe Gürtelpuppe.

### Ähnliche Arten
Der Hufeisenklee-Gelbling (Colias alfacariensis) bildet zusammen mit der Goldenen Acht (Colias hyale) einen Artkomplex. Da die Falter beider Arten viele Variationen ausbilden, können die beiden Arten weder habituell noch anhand einer Genitaluntersuchung differenziert werden. Informationen über den Lebensraum und die geographische Verbreitung liefern nur einen Hinweis, um welche der beiden Arten es sich handeln kann. Eine sichere Unterscheidung ist nur über die habituell völlig verschiedenen Raupen möglich.
- Goldene Acht (Colias hyale)
- Postillon (Colias crocea)
- Alpengelbling (Colias phicomone)
- Hochmoorgelbling (Colias palaeno)
- Colias chrysotheme
- Colias erate

## Verbreitung
Der Hufeisenklee-Gelbling ist in Europa von Portugal bis Kasachstan verbreitet, wobei er in Teilen von Osteuropa zu fehlen scheint. Die nördliche Verbreitung endet in Mitteleuropa. Er tritt manchmal als Zuwanderer in der Norddeutschen Tiefebene, Südengland und Dänemark auf.
Der Falter des Hufeisenklee-Gelblings ist auf kalkreichen Mager- und Trockenrasen und in trockenen Gebüsch- bzw. Waldsäumen anzutreffen, wenn dort auch die Futterpflanzen der Raupen vorkommen. Die Falter meiden kühle und niederschlagsreiche Gebiete.

## Lebensweise
Die Raupe des Hufeisenklee-Gelblings lebt ausschließlich an Bunter Kronwicke (Coronilla varia) und Hufeisenklee (Hippocrepis comosa), an denen das Weibchen auch die Eier ablegt.

### Flug- und Raupenzeiten
Der Hufeisenklee-Gelbling fliegt in zwei Generation im Mai, Juni und August, September oder in drei Generationen von Mai bis Oktober. 